# Коибский ревун
Коибский ревун (лат. Alouatta coibensis) — примат из семейства паукообразных обезьян.,

## Классификация
Хотя исторически коибский ревун рассматривается как отдельный вид, исследования его митохондриальной ДНК показали, что он, возможно, является подвидом колумбийского ревуна. Причиной считать его отдельным видом является отличная от колумбийского ревуна форма кожного узора на конечностях этого примата.

## Распространение
Эндемик Панамы.

## Подвиды
Описано два подвида:
- Alouatta coibensis coibensis Thomas, 1902, встречается на острове Койба
- Alouatta coibensis trabeata Lawrence, 1933, встречается на полуострове Асуэро

Alouatta coibensis coibensis меньше по размерам, чем другие ревуны Центральной Америки, его шерсть более тусклая, чем у Alouatta coibensis trabeata.